# روي لاسيتر
روي لي لاسيتر ولد 9 مارس 1969 هو لاعب كرة قدم أمريكي محترف سابق في مركز مهاجم. لعب السنوات القليلة الأولى من حياته المهنية في كوستاريكا. عاد إلى الولايات المتحدة ليلعب في الدوري الأمريكي لكرة القدم عندما أطلق هذا الدوري في عام 1996. ومن عام 1996 إلى عام 1999 كان أحد أكثر الهدافين تهديفًا في الدوري الأمريكي لكرة القدم. يشغل لاسيتر حاليًا منصب مساعد مدرب نادي ناكست برو م ل س هيوستن دينامو 2.